# Keriahen
Keriahen is een bestuurslaag in het regentschap Karo van de provincie Noord-Sumatra, Indonesië. Keriahen telt 919 inwoners (volkstelling 2010).